# هینرایشسهاگن
هینرایشسهاگن (به آلمانی: Hinrichshagen) یک شهر در آلمان است که در فرپومرن-گرایفسوالد واقع شده‌است. هینرایشسهاگن ۸۴۰ نفر جمعیت دارد.